# قائمة الصحف في الولايات المتحدة
قائمة الصحف في الولايات المتحدة هي قائمة في الصحف المطبوعة والموزعة في الولايات المتحدة. وهي تضمّ:
1. وال ستريت جورنال
2. يو أس آي توداي
3. نيو يورك تايمز
4. لوس أنجلوس تايمز
5. واشنطن بوست
6. دايلي نيوز
7. نيويورك بوست
8. سان جوزي دايلي نيوز

## أكثر 10 صحف تداولا
أكثر 10 صحف تداولا في الولايات المتحدة، وفي ذلك التداول الرقمي، هي كما يلي:
| الرقم | الصحيفة           | موقع المقر      | ولاية المقر     | التداول المتوسط الإجمالي | الصاحب                      | اللافتة |
| ----- | ----------------- | --------------- | --------------- | ------------------------ | --------------------------- | ------- |
| 1     | يو إس إيه توداي   | ماكلين          | فرجينيا         | 2,301,917                | Gannett Company             |         |
| 2     | نيويورك تايمز     | نيويورك         | نيويورك (ولاية) | 2,101,611                | شركة نيويورك تايمز          |         |
| 3     | وول ستريت جورنال  | New York City   | نيويورك (ولاية) | 1,321,827                | نيوز كورب (2013 - حتى الأن) |         |
| 4     | لوس أنجلوس تايمز  | Los Angeles     | كاليفورنيا      | 467,309                  | Nant Capital ‏               |         |
| 5     | نيويورك بوست      | New York        | نيويورك (ولاية) | 424,721                  | نيوز كورب (2013 - حتى الأن) |         |
| 6     | شيكاغو تريبيون    | Chicago         | إلينوي          | 384,962                  | Tribune Publishing          |         |
| 7     | واشنطن بوست       | Washington D.C. | واشنطن العاصمة  | 356,768                  | جيف بيزوس                   |         |
| 8     | نيوزدي            | Melville        | نيويورك (ولاية) | 321,296                  | Newsday Media               |         |
| 9     | نيويورك ديلي نيوز | New York City   | نيويورك (ولاية) | 299,538                  | Tribune Publishing          |         |
| 10    | AM New York       | New York City   | نيويورك (ولاية) | 298,759                  | Newsday Media               |         |